# Mii

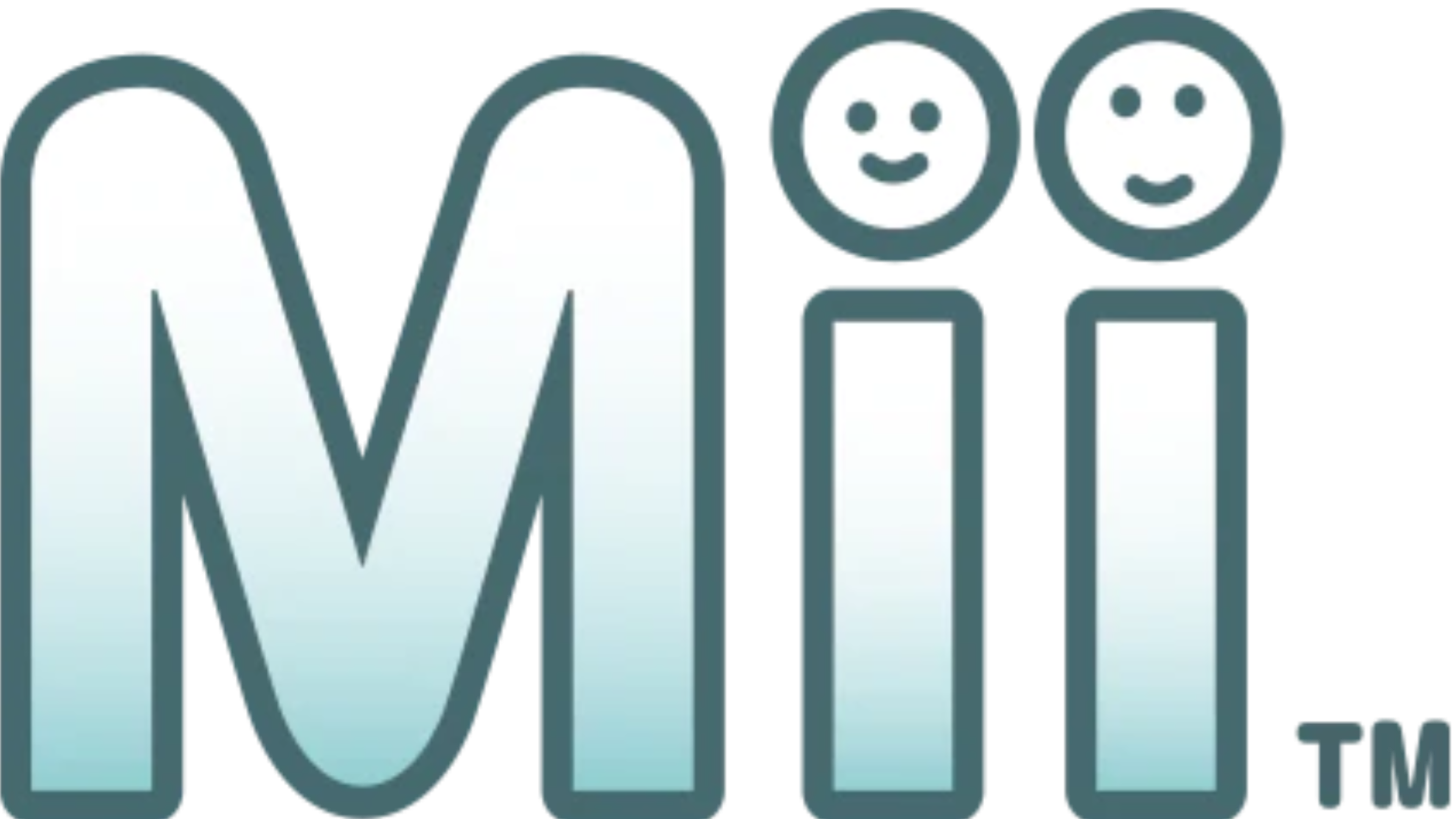
Logotip de Mii.

Els Mii són uns personatges que l'usuari de la consola Wii, Nintendo 3DS, Wii U o Nintendo Switch pot crear i emmagatzemar a la consola o al Wiimote (només a Wii), cosa que facilita el transport d'aquests personatges a una altra consola, i utilitzar-los en diferents videojocs com a personatges que el representin. Poden fer-se amb l'aparença de l'usuari o, segons la creativitat, es poden crear personatges de tota classe. La paraula "Mii" ve de la semblança a la paraula en anglès "my" que significa meu.
Alguns jocs per a la Wii compatibles amb Miis són: Wii Sports, Wii Play, Wario Ware: Smooth Moves, Mario Party 8 i per a Nintendo 3DS Mario Kart 7, Super Mario 3D Land, Tetris 3D, Mario Tennis Open, Tomodachi Life, Miitopia, entre d'altres.
Els "Miis" també són utilitzats en el Canal Opinió de la consola Wii, i es poden transferir a alguns jocs de Nintendo DS. Són protagonistes d'alguns videojocs per a mòbils oficials de Nintendo com Miitomo i també se'n poden crear de nous mitjançant un web per a ordinador anomenat "Mii Studio".